# 尼雅河
尼雅河（維吾爾語：نىيە دەرياسى‎，拉丁维文：Niye Deryasi）是中國新疆维吾尔自治区西南的内陆河流，发源于昆仑山北麓的内流河，属于塔里木河水系，源位于新疆民丰县境内的塔克拉玛干沙漠南缘，昆仑山北麓的喀什塔什山山脉，向北流淌，最终消失于民丰县城区以北的塔克拉玛干沙漠。
位于塔里木盆地西南部。源出昆仑山脉喀什塔什山东南麓。西经八八明渠接引乌鲁克萨依河之水，东流经民丰县城区，至帕西依木消失于沙漠。全长约90公里，流域地处沙丘中央，四周高，河源塔厄格孜西南附近，海拔2339米，中游阿克墩附近海拔1351米，东端帕西依木附近1440米。河道顺直，无支流汇入。水源依地下渗水及乌鲁克萨依河水补给。